# Franciszek Żmurko

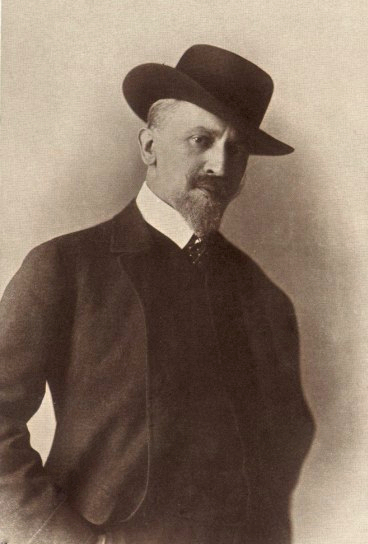
Franciszek Żmurko

Franciszek Żmurko (* 18. Juli 1859 in Lemberg; † 9. Oktober 1910 in Warschau) war ein polnischer Salonmaler.

## Leben
Er war Sohn von Wawrzyniec Żmurko, eines Professors für Mathematik an der Lemberger Universität. Sein Malerstudium begann er beim Lemberger Maler Franciszek Tepa. 1876 begann er an der Krakauer Akademie der Schönen Künste bei Jan Matejko zu studieren. 1877 studierte er an der Kunstakademie in München bei Alexander von Wagner.
1880 übersiedelte er nach Krakau. Dank eines Stipendiums von Kaiser Franz Joseph I. verbrachte er einige Monate in Rom. 1882 kam er nach Warschau, wo er bis zu seinem Lebensende lebte.

## Werk
Er malte in Öl und Pastell vor allem Frauenköpfe und erotische Halbakte, auch Haremszenen und Szenen aus der Mythologie. Seine Malerei war von den damaligen populären Stilrichtungen Jugendstil und Impressionismus kaum beeinflusst.

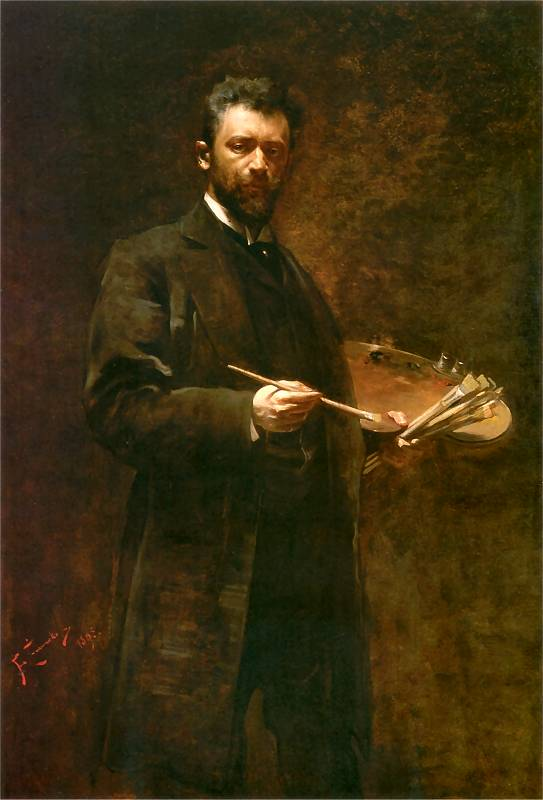
Selbstporträt mit Palette
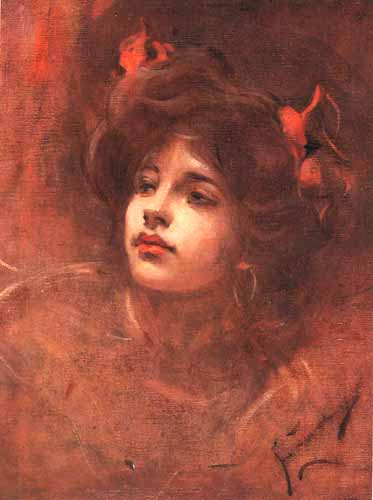
Mädchen mit roten Schleifen im Haar
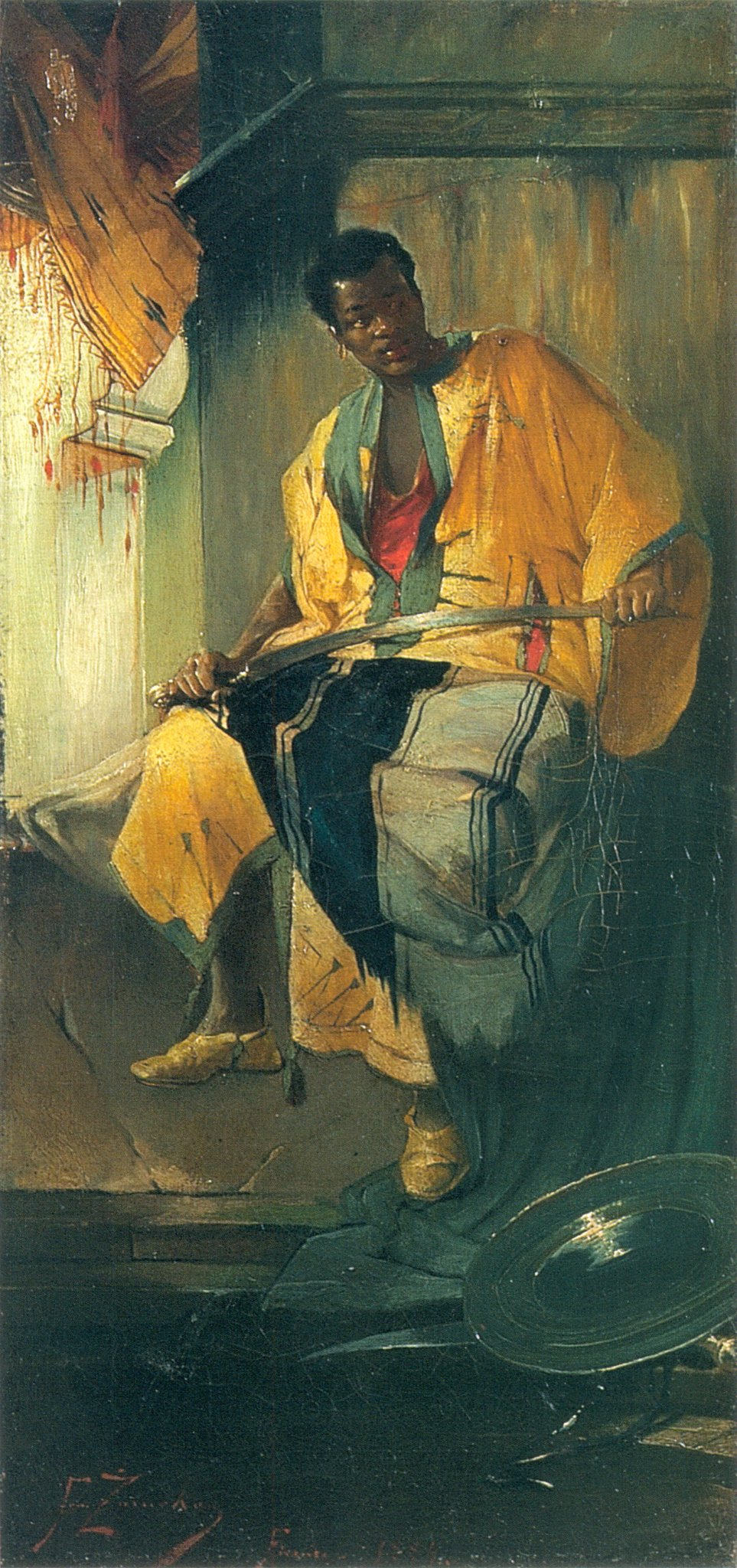
Nubier, 1884
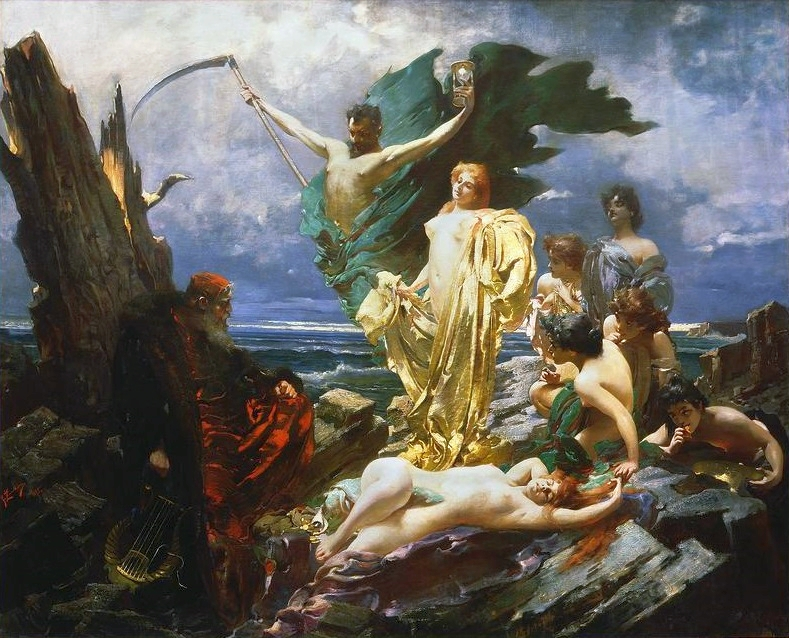
Vergangenheit des Sünders, 1895
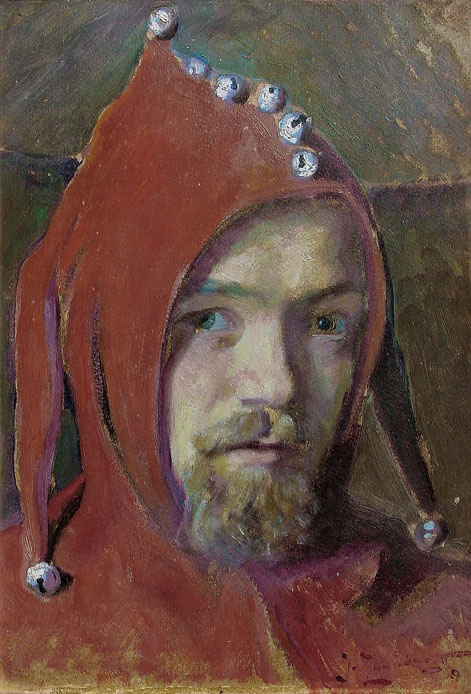
Selbstporträt als Stańczyk
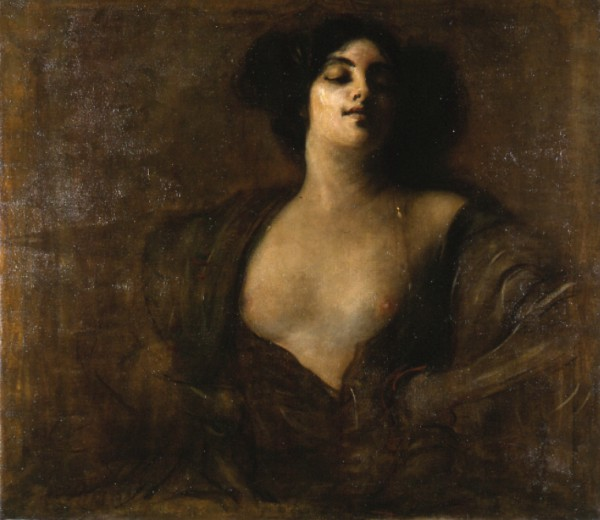
Hetäre, 1906

## Quelle
- Władysław Prokesch: Franciszek Żmurko, J. Czernecki, Wieliczka 1911

| Personendaten    | Personendaten      |
| ---------------- | ------------------ |
| NAME             | Żmurko, Franciszek |
| KURZBESCHREIBUNG | polnischer Maler   |
| GEBURTSDATUM     | 18. Juli 1859      |
| GEBURTSORT       | Lemberg            |
| STERBEDATUM      | 9. Oktober 1910    |
| STERBEORT        | Warschau           |